# Sinfonia in bianco, ritratto n. 2
Sinfonia in bianco, ritratto n. 2 è un dipinto del pittore americano James Abbott McNeill Whistler, realizzato nel 1864–1865 e conservato alla Tate Britain di Londra.

## Descrizione

James Abbott McNeill Whistler, Sinfonia in bianco, ritratto n. 1 (1861-1862); olio su tela, 215×108 cm, National Gallery of Art, Washington

Whistler realizzò la Sinfonia in bianco, ritratto n. 2 nel 1864: a posare, così come per la Sinfonia in bianco, ritratto n. 1, vi era sempre Joanna Hiffernan, la sua musa prediletta. Terminata l'opera, Whistler pensò di sottoporla all'esposizione annuale del 1865 della Royal Academy di Londra. I giurati, tuttavia, rifiutarono la tela, la quale fu infatti giudicata assai negativamente dai critici d'arte tout court, che non esitarono a stigmatizzare l'opera come una «bizzarria tinta di un grigio lercio». Per nulla scoraggiato, Whistler continuò a ritenere il dipinto degno del suo talento e nel 1900 lo esibì presso l'Esposizione Universale di Parigi, dove vinse il grand prix dei dipinti. Dopo questo sfolgorante successo la tela fu acquistata dal manifatturiere britannico John Gerald Potter, amico e patrono del Whistler, per poi pervenire nelle raccolte pittoriche di Arthur Studd. Approdata nel patrimonio della National Gallery nel 1919, la Sinfonia in bianco trovò la sua collocazione definitiva nel 1951, quando venne trasferita alla Tate Gallery, sempre a Londra.
La storia della Sinfonia in bianco si intreccia in modo inestricabile con il poema Before the Mirror [Prima dello specchio] di Algernon Swinburne. Whistler e Swinburne si incontrarono nel 1862, e subito si strinsero in affettuosa amicizia. Sotto l'influenza del dipinto, Swinburne - rimanendone incantato - scrisse un poema denominato Before the Mirror. Stimolato dal genio dell'amico, Whistler decise di inciderne il poema su foglia d'oro sulla cornice dell'opera, secondo una prassi che affonda le proprie radici già nell'opera di Dante Gabriel Rossetti. Per Whistler il poema di Swinburne decantava infatti una sensibilità basata sull'autonomia della creazione artistica, non contaminata da giustificazioni tipo morale ed utilitaristico.
Con questo espediente, inoltre, Whistler proclamò l'assoluta superiorità della pittura su tutte le arti, comprese quelle letterarie: era stato infatti proprio il dipinto di Whistler a ispirare il poema di Swinburne, senza che avvenisse il contrario. Ciò malgrado molte voci malignavano che fosse stato Whistler ad imitare la poesia dell'amico. Una volta venutone a conoscenza Whistler respinse queste dicerie, senza per questo biasimare l'opera poetica dell'amico: «quei versi» scrisse «vennero scritti nel mio atelier dopo che il quadro è stato dipinto. La loro stesura è stato infatti un tributo raro e leggiadro al poeta verso il pittore». Lo stesso Swinburne ammise con entusiastica reverenza i debiti che la sua poesia rivestiva nei confronti della Sinfonia in bianco: «Qualunque meriti la mia canzone possa avere, non è tanto completa nella bellezza, nella tenerezza e nel significato, nella squisita esecuzione e nella delicata forza, come l'immagine di Whistler ...».

## Analisi
Whistler, soprattutto nella sua tarda maturità pittorica, abbracciò con fervore l'idea che l'arte non dovesse essere subordinata a preoccupazioni di tipo didascalico o utilitaristico, nel pieno rispetto della formula «l'arte per l'arte» e delle prescrizioni del movimento estetico. Le origini di questo atteggiamento figurativo vanno rintracciate proprio nella conoscenza dello Swinburne, che contribuì al riverbero delle idee estetiche con la sua opera William Blake: a Critical Essay, pubblicata nel 1868. Proprio per richiamarsi all'autosufficienza della creazione artistica Whistler assegnò a quest'opera un titolo musicale, Sinfonia in bianco, mostrando così di privilegiare l'armonia dei colori e delle forme piuttosto che il soggetto.
Partendo da queste premesse teoriche Whistler in quest'opera approfondì una ricerca cromatica già intrapresa con la realizzazione della Sinfonia in bianco, ritratto n. 1. Anche questo dipinto, infatti, indaga le potenzialità espressive del colore bianco e, nella resa cromatica della veste di Joanna, accorda una sinfonia di toni bianchi e candidi che variano impercettibilmente. Peculiare è invece la presenza dell'anello all'anulare sinistro di Joanna. Whistler e la Hiffernan, infatti, non erano affatto sposati: la schietta espressività religiosa di questo particolare non rimanda tuttavia alle vicende coniugali dell'effigiata, bensì alle più moderne teorie estetiche di Rossetti, il quale nelle proprie opere voleva proprio recuperare la semplicità e la religiosità tipica del Quattrocento italiano, ma anche agli sviluppi del rapporto pittore-modella che Whistler intratteneva con la Hiffernan, già prostituta in Wapping e signorina nella Sinfonia in bianco, ritratto n. 1, ma ora finalmente moglie.
In quest'opera Whistler riesce a esprimere in modo completo e coordinato tutte le cifre stilistiche caratterizzanti della propria pittura. L'arte dell'Estremo Oriente, la quale ha rivoluzionato la percezione delle prospettive e del colore nella pittura occidentale, viene qui rievocata dal ventaglio retto da Joanna e dal vaso posto sulla mensola del caminetto: Whistler, in effetti, ammirava molto le stampe giapponesi. Assolutamente flebile e transitoria fu invece l'infatuazione per la pittura realista di Gustave Courbet, dal quale Whistler si distaccò dopo un'iniziale ammirazione nutrita negli esordi: qui Whistler se ne mostra ancora debitore per le pennellate dense e vigorose, anche se abiura dalla sete di realismo del maestro di Ornans per approdare a una visione sognante e fiabesca. Alcuni critici hanno persino azzardato un parallelismo tra la Sinfonia in bianco ed i ritratti femminili di Jean-Auguste-Dominique Ingres.